# Gare d'Uccle-Stalle
La gare d'Uccle-Stalle (en néerlandais : Station Ukkel-Stalle) est une gare ferroviaire belge de la ligne 124, de Bruxelles-Midi à Charleroi-Central, située sur le territoire de la commune d'Uccle dans la région de Bruxelles-Capitale, non loin de l'ancien hameau de Stalle.
Elle est mise en service en 1873 par l'administration des chemins de fer de l'État belge. 
C'est une halte voyageurs de la Société nationale des chemins de fer belges (SNCB), desservie par des trains Suburbains (S1).

## Situation ferroviaire
Établie à 48 mètres d'altitude, la gare d'Uccle-Stalle est située au point kilométrique (PK) 4,061 de la ligne 124, de Bruxelles-Midi à Charleroi-Central, entre les gares de Forest-Est et d'Uccle-Calevoet,.

## Histoire
La « station de Stalle » est mise en service le 20 septembre 1873 par l'administration des chemins de fer de l'État belge, lorsqu'elle ouvre à l'exploitation la section de Bruxelles à Calevoet,. 
Elle prend le nom d'« Uccle-Stalle » en août 1882, sur décision du ministre des travaux publics.
Le 1er janvier 1991, le guichet et le bâtiment voyageurs sont fermés, la gare devient un simple point d'arrêt. 

## Contexte
La gare d'Uccle-Stalle se situe à proximité de l'Institut Médico-Psycho-Pédagogique P.S.-Decroly. Ce dernier se trouve au numéro 9 de la Rue du Bambou. Cette situation proche de la station est un atout pour l'établissement.

## Service des voyageurs

### Accueil
Halte SNCB, c'est un point d'arrêt non géré (PANG) à accès libre. Elle est équipée d'un automate pour l'achat de titres de transport. Un panneau d'informations est situé à l'entrée du quai 1, du côté de la rue Victor Allard.
Un passage souterrain permet la traversée des voies et le passage d'un quai à l'autre.

### Desserte
Uccle-Stalle est desservie par des trains Suburbains (S) de la SNCB, qui effectuent des missions sur la ligne commerciale 124 Bruxelles - Charleroi
Forest-Est se trouve sur la Ligne S1 du RER bruxellois. La gare est desservie en semaine par un train par heure (dans chaque sens) qui relie Nivelles à Anvers-Central.
- En semaine, le premier train de la journée part de Charleroi-Central au lieu de Nivelles ;
- Les samedis, la desserte est de deux trains par heure ;
- Les dimanches, il n'y a qu'un train par heure et il a son terminus à Bruxelles-Nord.

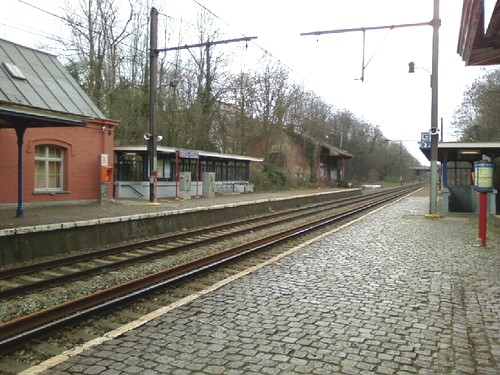
Voies et quais en 2006…
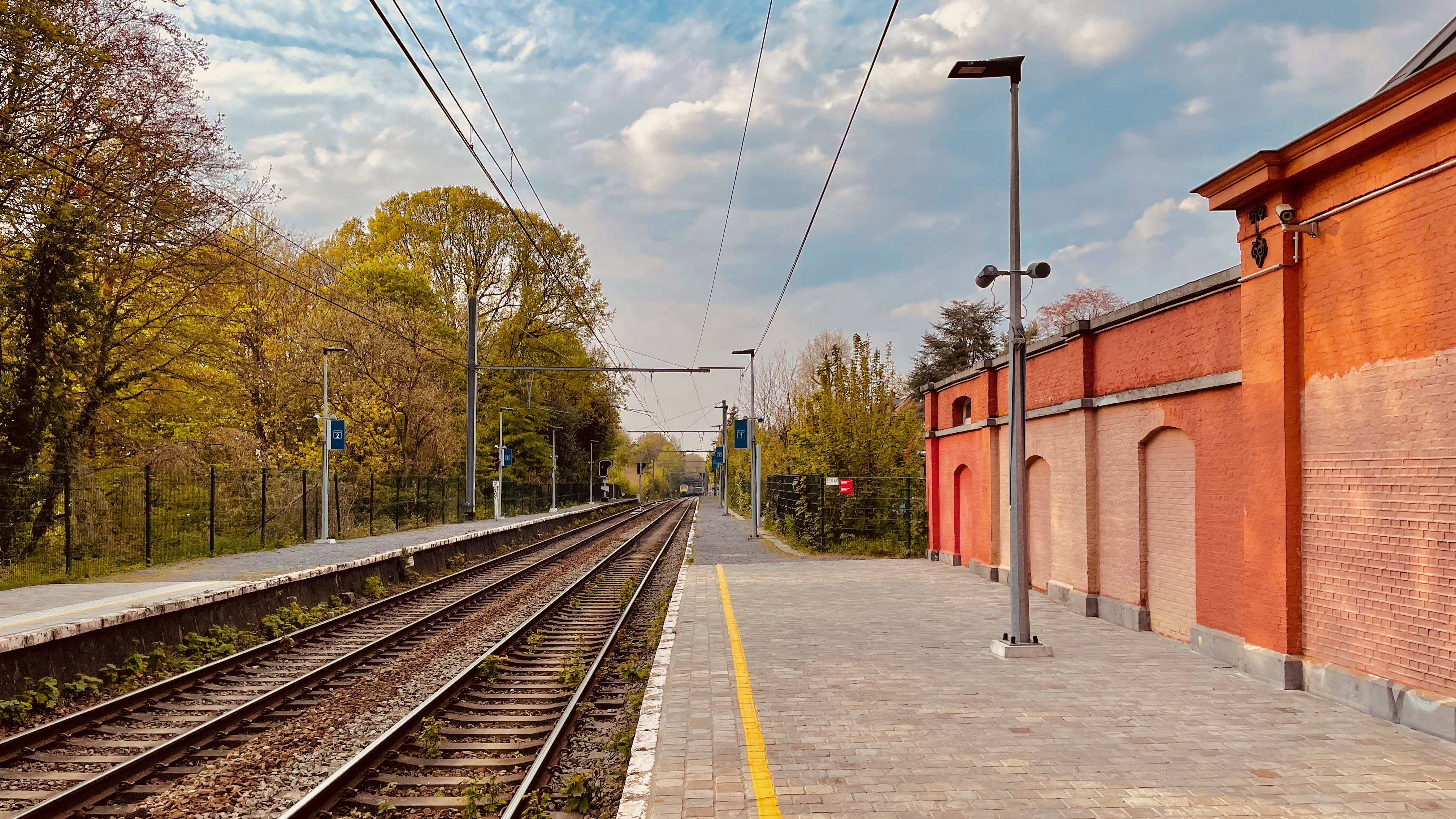
et en 2021.
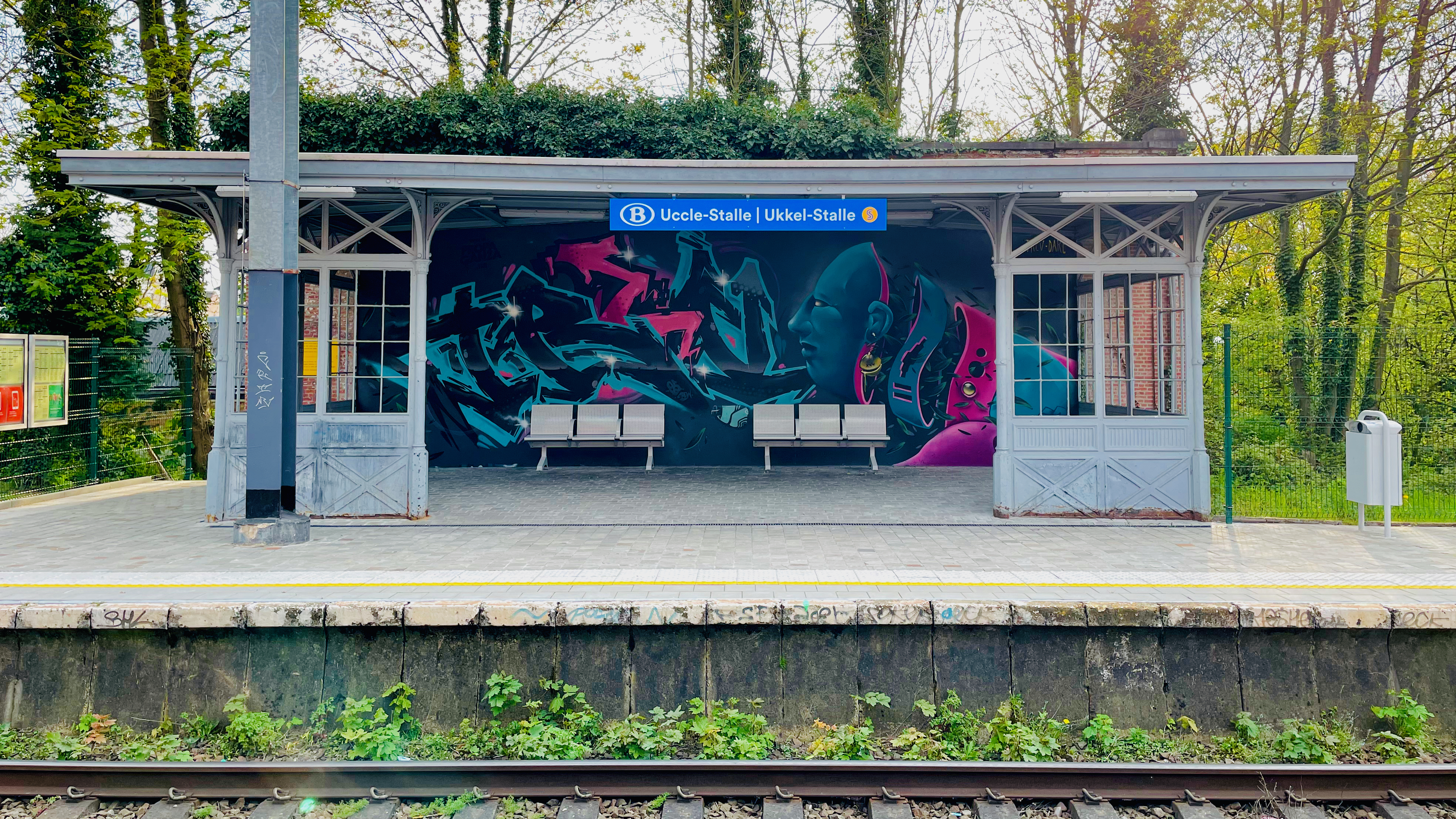
Abri de quai de 1873.

#### Ligne de bus 74
La gare d'Uccle-Stalle, anciennement terminus de la ligne du bus 48 de la STIB (Uccle-Stalle - Albert - Porte de Hal - Bourse), est à présent desservie par les bus de la nouvelle ligne 74, mise en service le 19 avril 2021. 
En effet, la fréquentation de la ligne 48 ayant fortement augmenté ces dernières années, il était donc devenu nécessaire d'y affecter des bus articulés. Cependant, la présence d'un îlot central très serré devant la gare ne leur permettait plus de manœuvrer, à cause de leur longueur et du manque de place. 
Depuis, la ligne 48 a été modifiée sur sa partie uccloise, et marque désormais son terminus à l'arrêt Decroly, non loin de là. N'étant plus desservie, la gare d'Uccle-Stalle ne permettait alors plus de correspondance avec la STIB. 
La ligne 74 sera prochainement prolongée jusqu'à la gare d'Uccle-Calevoet, à la fin des travaux de la rue du Wagon, mais elle continuera à desservir la gare d'Uccle-Stalle dans les deux directions.

## Patrimoine ferroviaire
L'ancien bâtiment voyageurs est classé monument le 13 mai 1993. La protection devient définitive le 14 juillet 1994. Il est vendu en vente publique en 1995. En 2000 les premiers projets de rénovation de la ligne et de son passage à quatre voie pour le RER, prévoient son expropriation et sa démolition. Finalement cette section restera à deux voies et le propriétaire a réalisé des travaux de restauration et de réhabilitation de 2002 à 2005. Réaffecté en bureaux il est alors proposé à la location et est actuellement utilisé comme bureau d'architecte.
En 2014, c'est l'ancienne halle à marchandises qui est l'objet d'un projet de réhabilitation et réaffectation en commerce pour un coût de 900 000 euros, toutefois, en 2019, le bâtiment est toujours inutilisé et en mauvais état.

## Comptage voyageurs
Ce graphique et tableau montre le nombre de voyageurs embarquant en moyenne durant la semaine, le samedi et le dimanche.
| Nombre de passagers qui embarquent à la gare d'Uccle-Stalle | Nombre de passagers qui embarquent à la gare d'Uccle-Stalle | Nombre de passagers qui embarquent à la gare d'Uccle-Stalle | Nombre de passagers qui embarquent à la gare d'Uccle-Stalle |
|                                                             | Semaine                                                     | Samedi                                                      | Dimanche                                                    |
| ----------------------------------------------------------- | ----------------------------------------------------------- | ----------------------------------------------------------- | ----------------------------------------------------------- |
| 1977                                                        | 501                                                         | 69                                                          | 69                                                          |
| 1978                                                        | 746                                                         | 87                                                          | 79                                                          |
| 1979                                                        | 442                                                         | 63                                                          | 58                                                          |
| 1980                                                        | 449                                                         | 50                                                          | 55                                                          |
| 1981                                                        | 491                                                         | 94                                                          | 108                                                         |
| 1982                                                        | 502                                                         | 69                                                          | 70                                                          |
| 1983                                                        | 481                                                         | 40                                                          | 71                                                          |
| 1984                                                        | 265                                                         | 71                                                          | 48                                                          |
| 1985                                                        | 257                                                         | 158                                                         | 132                                                         |
| 1986                                                        | 210                                                         | 38                                                          | 46                                                          |
| 1987                                                        | 287                                                         | 35                                                          | 35                                                          |
| 1988                                                        | 230                                                         | 34                                                          | 49                                                          |
| 1989                                                        | 291                                                         | 54                                                          | 37                                                          |
| 1990                                                        | 292                                                         | 39                                                          | 34                                                          |
| 1991                                                        | 289                                                         | 57                                                          | 33                                                          |
| 1992                                                        | 266                                                         | 52                                                          | 48                                                          |
| 1993                                                        | 258                                                         | 50                                                          | 47                                                          |
| 1994                                                        | 234                                                         | 55                                                          | -                                                           |
| 1995                                                        | 308                                                         | 7                                                           | 4                                                           |
| 1996                                                        | 269                                                         | 46                                                          | -                                                           |
| 1997                                                        | 229                                                         | 68                                                          | -                                                           |
| 1998                                                        | 203                                                         | 54                                                          | 42                                                          |
| 1999                                                        | 267                                                         | 46                                                          | 38                                                          |
| 2000                                                        | 242                                                         | 68                                                          | 72                                                          |
| 2001                                                        | 202                                                         | 101                                                         | 44                                                          |
| 2002                                                        | 215                                                         | 86                                                          | 56                                                          |
| 2003                                                        | 210                                                         | 46                                                          | 80                                                          |
| 2004                                                        | 225                                                         | 66                                                          | 41                                                          |
| 2005                                                        | 233                                                         | 52                                                          | 36                                                          |
| 2006                                                        | 261                                                         | 107                                                         | 83                                                          |
| 2007                                                        | 240                                                         | 82                                                          | 53                                                          |
| 2008                                                        | -                                                           | -                                                           | -                                                           |
| 2009                                                        | 253                                                         | 111                                                         | 52                                                          |
| 2010                                                        | -                                                           | -                                                           | -                                                           |
| 2011                                                        | -                                                           | -                                                           | -                                                           |
| 2012                                                        | 251                                                         | 83                                                          | 50                                                          |
| 2013                                                        | 251                                                         | 61                                                          | 46                                                          |
| 2014                                                        | 314                                                         | 73                                                          | 99                                                          |
| 2015                                                        | 239                                                         | 66                                                          | 80                                                          |
| 2016                                                        | 230                                                         | 119                                                         | 59                                                          |
| 2017                                                        | 247                                                         | 136                                                         | 100                                                         |
| 2018                                                        | 299                                                         | 134                                                         | 80                                                          |
| 2019                                                        | 253                                                         | 200                                                         | 86                                                          |
| 2020                                                        | 151                                                         | 110                                                         | 73                                                          |
| 2021                                                        | -                                                           | -                                                           | -                                                           |
| 2022                                                        | 265                                                         | 149                                                         | 69                                                          |
| 2023                                                        | 257                                                         | 98                                                          | 88                                                          |
| 2024                                                        | 333                                                         | 277                                                         | 161                                                         |